# Musa Gareyev
Musa Gaysinovich Gareyev (en ruso: Муса́ Гайси́нович Гаре́ев, en baskir: Муса Ғайса улы Гәрәев, Musa Ğaysa ulı Gäräyev; 9 de junio de 1922 - 17 de septiembre de 1987) fue un comandante de escuadrón soviético que combatió en la Segunda Guerra Mundial integrado en las filas del 76.º Regimiento de Aviación de Ataque Terrestre de la Guardia de las Fuerza Aérea Soviética. También fue el único baskir galardonado dos veces con el título de Héroe de la Unión Soviética.

## Biografía

### Infancia y juventud
Musa Gareyev nació el 9 de junio de 1922 en el seno de una familia de campesinos baskires, en la pequeña localidad rural de Ilyashidy en la gobernación de Ufá (actualmente situado en el raión de Ilishevsky de la república de Baskortostán en Rusia). Él y su familia se mudaron a la aldea de Tashchishma y en 1937 completó su educación secundaria en una escuela en Bishkuraevo. En 1940 se graduó en el Colegio de Ferrocarriles de Ufá del Comisariado del Pueblo de Ferrocarriles, ese mismo año, sin interrumpir sus estudios en la escuela técnica, estudió en el club de vuelo local de la asociación paramilitar OSOAVIAJIM (Unión de Sociedades de Asistencia para la Defensa, la Aviación y la Construcción Química de la URSS) en Ufá. El 15 de diciembre de 1940, poco después de completar su entrenamiento en el club de vuelo, el comisariado militar del distrito de Zhdanovsky de la ciudad de Ufá lo reclutó en el Ejército Rojo.

### Segunda Guerra Mundial
En junio de 1942, después de graduarse en la Escuela Militar de Aviación de Engels, fue asignado al 10.º Regimiento de Aviación de Reserva. Tres meses después, el 25 de septiembre de 1942, fue enviado al frente de combate como parte del 944.º Regimiento de Aviación de Ataque. Sirvió en ese regimiento hasta diciembre, cuando fue transferido al 505.º Regimiento de Aviación de Ataque. Solo unas pocas semanas después, en enero, fue nuevamente asignado a otro regimiento, en este caso el 504.º Regimiento de Aviación de Ataque. En marzo de 1943, esa unidad pasó a llamarse 74.º Regimiento de Aviación de Ataque de la Guardia, pero dejó la unidad en abril para se trasferido al 76.º Regimiento de Aviación de Ataque de la Guardia, en el que sirvió durante el resto de la guerra. Inicialmente sirvió como comandante de vuelo, pero gradualmente fue ascendiendo en la cadena de mando y, al final de la guerra, era comandante de escuadrón con el rango de mayor, se calcula que al final de la guerra había completado aproximadamente 250 misiones de combate en el avión de ataque al suelo Ilyushin Il-2 Shturmovik.
En febrero de 1945, por completar 164 salidas de combate, recibió su primera Estrella de Oro de Héroe de la Unión Soviética, y recibió su segunda estrella de oro por completar 207 misiones en abril de 1945.Participó en el Desfile de la Victoria de Moscú el 24 de junio de 1945.

### Posguerra
Después de la guerra, en 1946, fue puesto al mando de un regimiento de aviación con base en Moscú, pero fue relevado de su cargo en 1948. En 1950 fue ascendido al rango de teniente coronel y, en 1951, después de graduarse de la Academia Militar Frunze fue ascendido al rango de coronel. Posteriormente, en 1959, se graduó en la Academia Militar del Estado Mayor General de las Fuerzas Armadas de la URSS, después de su graduación fue nombrado subcomandante de la 2.ª División de Aviación para Fines Especiales, y en 1960 se convirtió en subcomandante de la 10.ª Brigada de Aviación Independiente, permaneció en este puesto hasta mayo de 1964 cuando se retiró del ejército por motivos de salud.

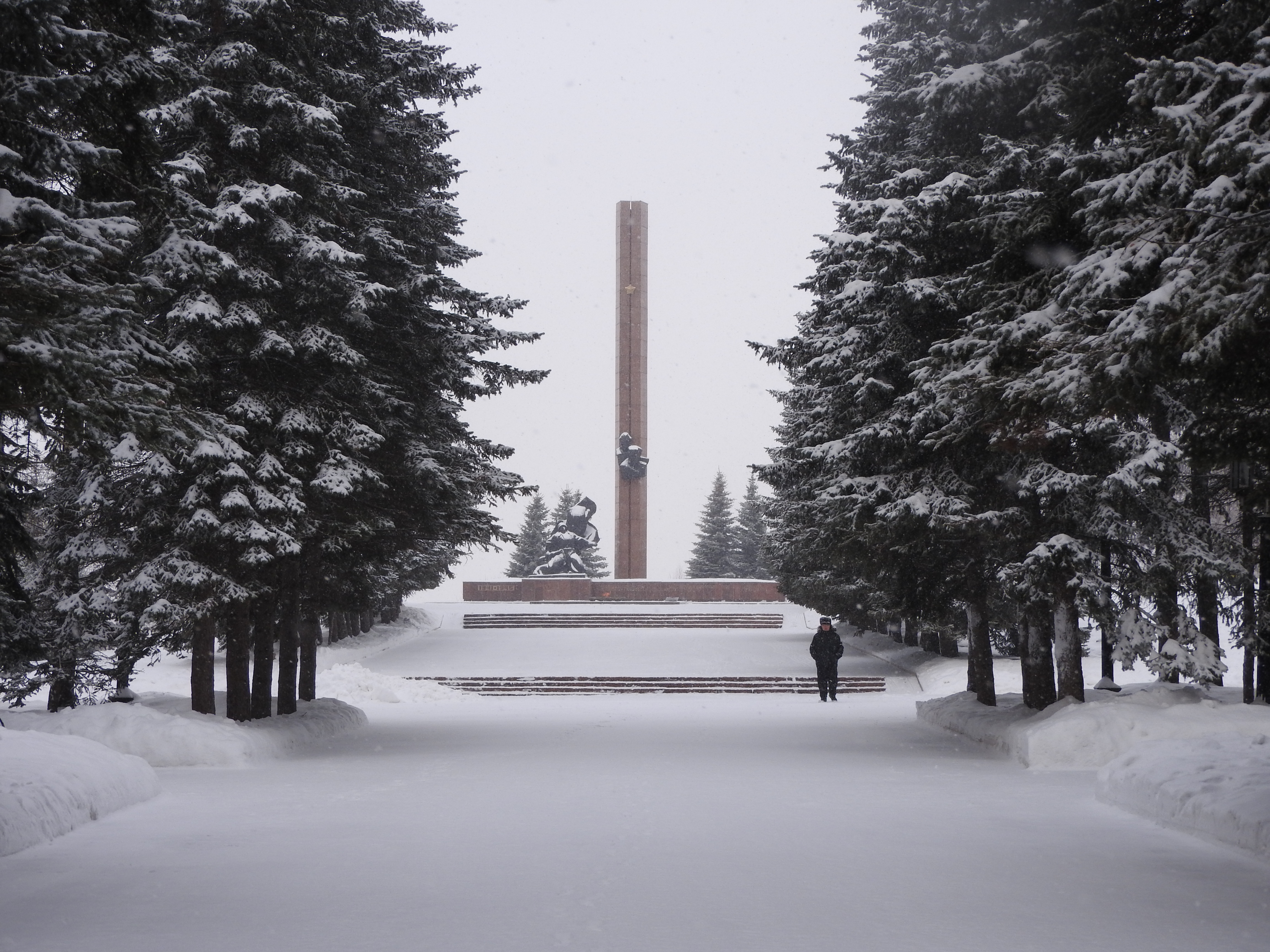
Parque de la Victoria de Ufá donde está enterrado Musa Gareyev

Cuando aún estaba en el ejército, asumió el cargo de diputado de las II, III, IV y V Convocatorias del Sóviet Supremo de la Unión Soviética, permaneció en este puesto desde 1946 hasta 1958. También fue diputado de las VII, VIII y IX convocatorias del Sóviet Supremo de la RASS de Baskiria. Entre 1965 y 1977, ya como civil, fue presidente de guerra del comité de la asociación paramilitar OSOAVIAJIM de la RASS de Baskiria. Murió de cáncer el 17 de septiembre de 1987 y fue enterrado en el Parque de la Victoria de Ufá (Baskortostán).

## Condecoraciones

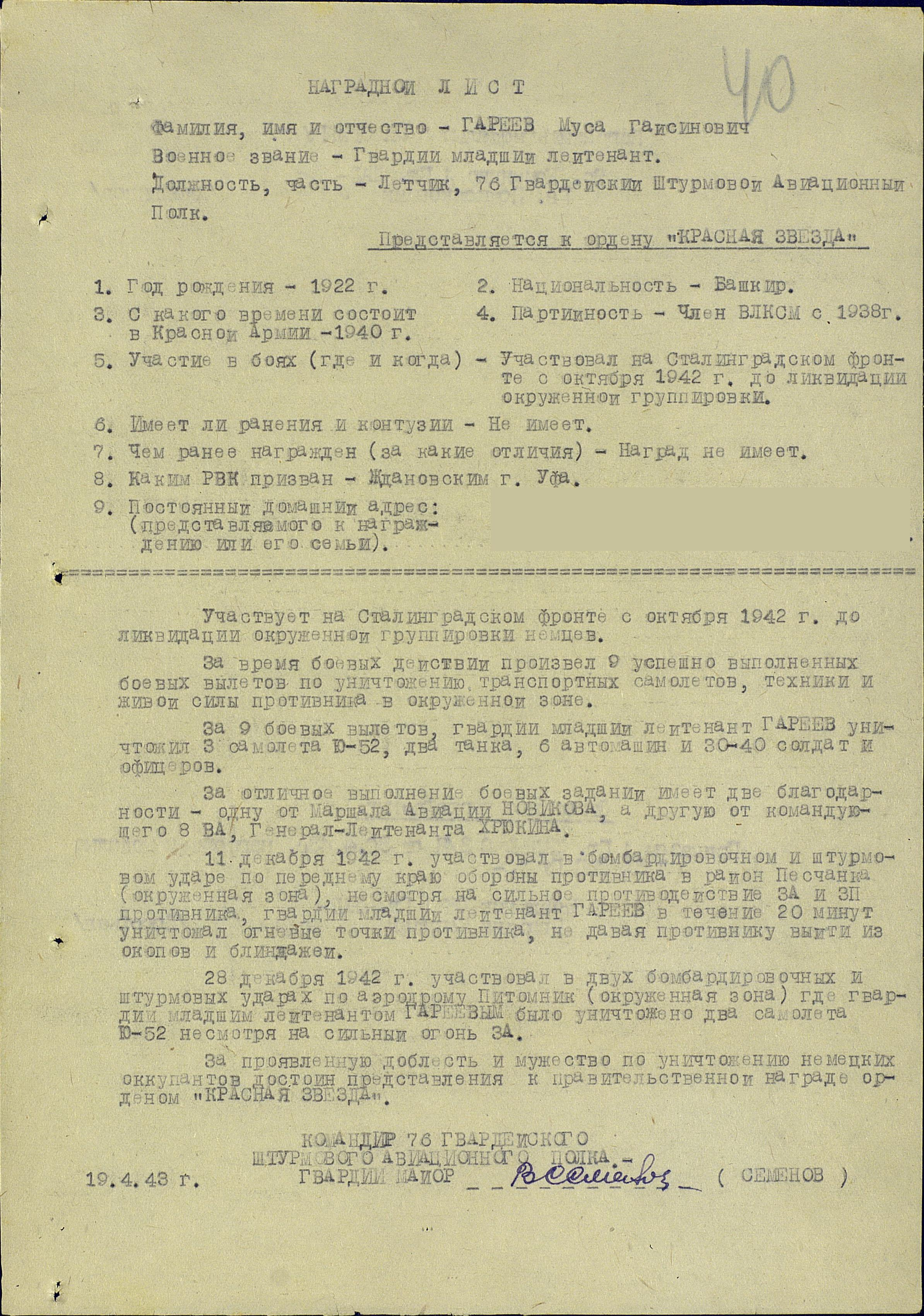
Certificado de entrega de sus condecoraciones

A lo largo de su carrera militar Musa Gareyev recibió las siguientes condecoraciones
- Héroe de la Unión Soviética, dos veces (N.º 6227; 23 de febrero de 1945 y N.º 41; 19 de abril de 1945)
- Orden de Lenin (23 de febrero de 1945)
- Orden de la Bandera Roja, tres veces (20 de agosto de 1943, 23 de febrero de 1944 y 2 de noviembre de 1944)
- Orden de Bohdán Jmelnitski de 3.er grado (2 de marzo de 1943)
- Orden de Alejandro Nevski (14 de julio de 1944)
- Orden de la Guerra Patria de 1.er grado (2 de abril de 1945 y 11 de marzo de 1985)
- Orden de la Bandera Roja del Trabajo (31 de agosto de 1971)
- Orden de la Estrella Roja, tres veces (24 de junio de 1943, 22 de febrero de 1955 y 30 de diciembre de 1956)
- Medalla al Valor (30 de abril de 1943)
- Medalla por el Servicio de Combate (1954)
- Medalla Conmemorativa por el Centenario del Natalicio de Lenin
- Medalla por la Defensa de Stalingrado
- Medalla por la Victoria sobre Alemania en la Gran Guerra Patria 1941-1945
- Medalla Conmemorativa del 20.º Aniversario de la Victoria en la Gran Guerra Patria de 1941-1945
- Medalla Conmemorativa del 30.º Aniversario de la Victoria en la Gran Guerra Patria de 1941-1945
- Medalla Conmemorativa del 40.º Aniversario de la Victoria en la Gran Guerra Patria de 1941-1945
- Medalla por la Conquista de Königsberg (1945)
- Medalla de Veterano de las Fuerzas Armadas de la URSS
- Medalla del 30.º Aniversario de las Fuerzas Armadas de la URSS
- Medalla del 40.º Aniversario de las Fuerzas Armadas de la URSS
- Medalla del 50.º Aniversario de las Fuerzas Armadas de la URSS
- Medalla del 60.º Aniversario de las Fuerzas Armadas de la URSS
- Medalla por Servicio Impecable de 1.er grado